# 谢泰宸
谢泰宸，广东平远差干人，是一名清朝政治人物。諱泰宸，號藻庭，字仰孺。生於清雍正二年（公元1724年）甲申歲九月初九日酉時；卒於嘉慶三年（1798）戊午七月，享年七十五，生子五；
公元1750年庚午（乾隆十五年）以縣丞發廣西；
公元1752年壬申（乾隆十七年）補交府參軍；
公元1757年丁丑（乾隆廿二年）調龍水宜山丞，
公元1760年庚辰（乾隆廿五年）邊奉報滿，以外艱去官。
公元1763年癸未（乾隆廿八年）服除授關中咸寧丞；
公元1765年乙酉（乾隆三十年）夏四月，擢劍南溫江令；
丙戌八月以病告。
公元1765年戊子（乾隆卅三年）復起，為縣例發本省，以母憂去。
公元1771年辛卯（乾隆卅六年）釋服，復至蜀檄守固陵巫山令；
公元1772年壬辰（乾隆卅七年）補廣漢蓬溪令。
公元1776年辛卯（乾隆四十一年）時金川不靖，自辛卯至丙申（四十一年；1776）六年之間，軍事旁午，赴辦總局軍需者一，奏銷者一，南北路軍站者二。徼外星霜寒暑不時，而公當之無少懈誤。凱奏軍功議敘加級者四，紀錄者十。
戊申春，蜀大史以公才守不可終淹，報最送部，而部已循資奏請遷福建邵武清軍。
公元1789年己酉十月（乾隆五十四年），委伴琉球貢使晉都差竣；
公元1790年庚戌（乾隆五十五年）乾隆五十五年接替范宜劻檄守龍巖直隸牧。乾隆五十六年由张体公接任。
公元1795年乙卯（乾隆六十年）擢升邵武府，乃致政而歸。